# Bert Woodruff
Bert Woodruff (29 de abril de 1856 – 14 de junho de 1934) foi um ator norte-americano da era do cinema mudo. Atuou em 64 filmes, entre 1916 e 1931.

## Filmografia selecionada
- Jim Bludso (1917)
- A Love Sublime (1917)
- Hands Up! (1917)
- The Delicious Little Devil (1919)
- For Those We Love (1921)
- Watch Your Step (1922)
- Making a Man (1922)
- The Isle of Lost Ships (1923)
- The Silent Partner (1923)
- The Sea Hawk (1924)
- The Siren of Seville (1924)
- The Mine with the Iron Door (1924)
- Paths to Paradise (1925)
- The Vanishing American (1925)
- The Fighting Heart (1925)
- Driftin' Thru (1926)
- The Barrier (1926)
- The Fire Brigade (1926)
- The Life of Riley (1927)
- Spring Fever (1927)
- Speedy (1928)
- The River (1929)
- A Song of Kentucky (1929)
- Laughing Sinners (1931)